# 石川倉次
石川 倉次（いしかわ くらじ、1859年2月28日〈安政6年1月26日〉 - 1944年〈昭和19年〉12月23日）は、日本の教育者。ルイ・ブライユが考案した6点点字を基に日本語に翻案して全国を回り点字を広める等、今日の日本語点字の基礎を築き、「日本点字の父」といわれている。

## 生涯

### 浜松時代
1859年（安政6年）、浜松藩士の父・専七と母・ゑしの子として名残組屋敷（現在の浜松市中央区鹿谷町）に生まれる。8歳から9歳の頃から手習いに通い、現在の高町にあった藩校・克明館に入学し、漢籍や西洋の砲術、英語を学んで、優秀な成績を修めていた。
当時、専七の勤める浜松藩は財政困窮や政局の行方に揺れており、妹ぎんを出産後は病気がちだった母ゑしの体調とともに、少年倉次の心配事となっていた。

### 鶴舞時代
1868年（明治元年）9月、専七の主君である井上正直は上総国に国替えされ（鶴舞藩）、石川一家も翌1869年（明治2年）5月に上総国鶴舞（現在の千葉県市原市鶴舞）へと移り住んだ。倉次は12歳で鶴舞の藩校・克明館に入学したが、1872年（明治5年）の学制発布によって克明館は一時閉鎖となり、翌1873年（明治6年）に鶴舞小学校となった。倉次は同校に学び1875年（明治8年）首席で卒業した。成績優秀だった倉次は、鶴舞小学校卒業と同時に同校の助教として採用される。

### 小学校教員時代
1875年（明治8年）、倉次は千葉師範学校教員検定試験に合格した。
千葉県上埴生郡水沼小学校に正式に小学校教員として勤めたが、新聞社への転職を目指し退職し、上京する。しかし、1878年（明治11年）、再び教師を志して千葉師範学校に編入学し、翌1879年（明治12年）に同校を卒業、以後は南相馬郡鷲野谷小学校、千葉郡浜田小学校、長柄郡茂原小学校と、千葉県内の小学校を歴任している。
1881年（明治14年）、久野さのと結婚。翌1882年（明治15年）に長男文平が生まれる。この頃より、国語や国字に関心を持ち、同年には東京の「かなのくゎい」に加入している。同会は、漢字の使い方や仮名遣い、話し言葉と書き言葉の関連性などについて研究する会で、倉次は1884年（明治17年）の東京虎ノ門で開催された際、後に師と仰ぐことになる小西信八と出会った。

### 点字翻案と普及時代

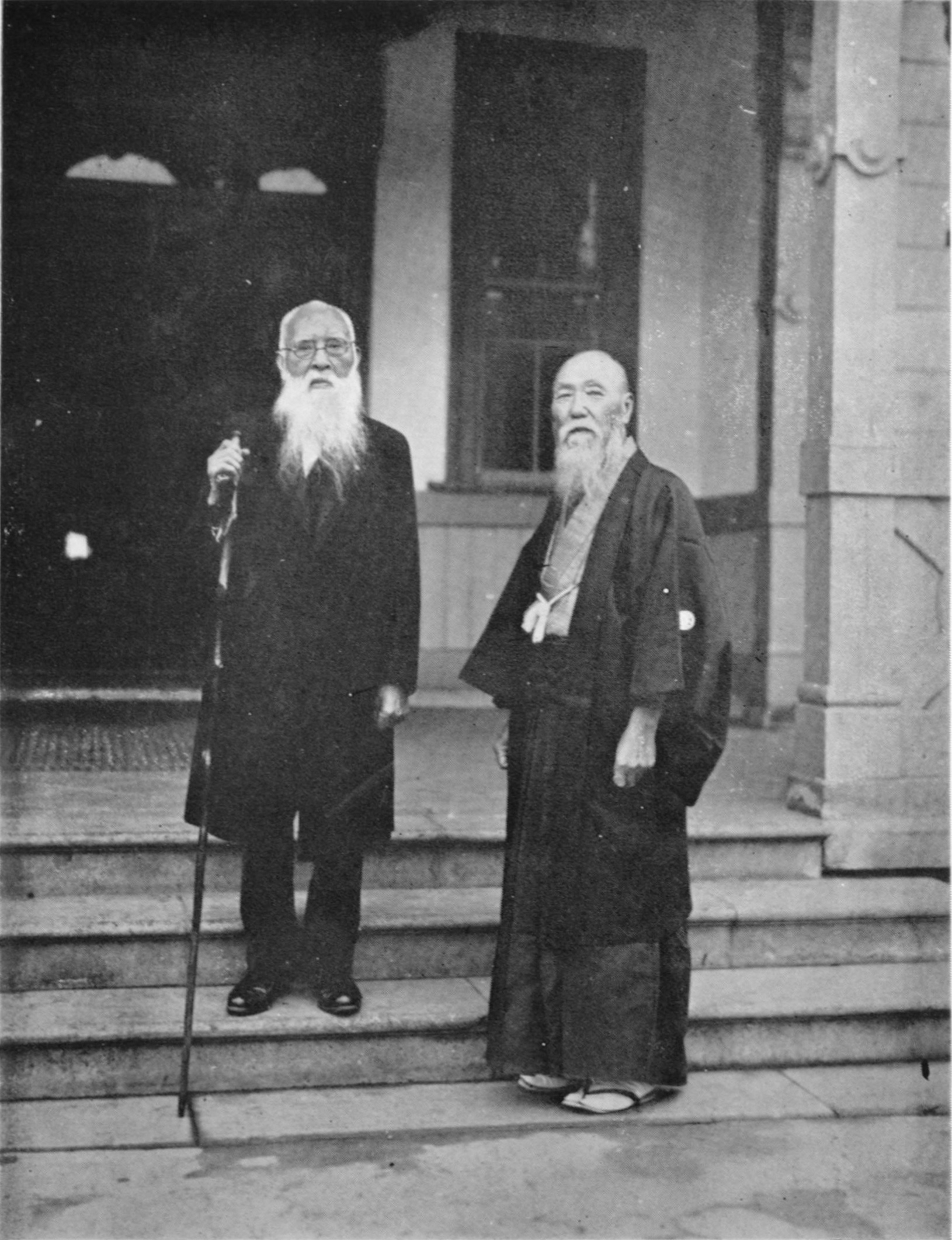
小西信八（左）と石川

1886年（明治19年）、茂原小学校に校長として着任して間もない倉次は、小西から楽善会訓盲唖院への赴任を打診される。倉次は当初、固辞していたが、小西の「三顧の礼」の要請により、翌1887年（明治20年）に上京し訓盲唖院に赴任する。同年、訓盲唖院は東京盲唖学校と改称し、倉次は同校で助教諭兼書記に着任した。同じ頃、小西にブライユ点字を日本の仮名に翻案するよう研究を依頼されている。こうして東京盲唖学校で倉次を中心に教員生徒がアルファベット点字を日本語の五十音に翻案する作業が進められることになった。
1889年（明治22年）、東京盲唖学校の同僚である遠山邦太郎によってブライユ点字を50音で表す6点点字案が発表され、触発された倉次はさらに研究を深め、工夫を重ねて3点2行の6点点字の案を考案した。
1890年（明治23年）9月、多くの点字研究者による研究から日本点字を決定するための第1回点字選定会が開かれた。倉次案、遠山案に、東京盲唖学校生徒の伊藤文吉と室井孫四郎が考案した案の3案が対象となり、その後数十回の実験が行われた。同年11月1日の第4回選定会で倉次の案が採用されることに決定し、日本点字翻案事業は終了した。なお、これにちなんで、2013年に11月1日が「点字制定記念日」に登録され、以来、記念事業等が行われるようになった。
日本点字の完成後も、倉次は東京盲唖学校で盲教育に携わりながら、採択された直後に「日本訓盲点字一覧」を全国の盲学校へ配付、全国各地へ出張するなど点字の普及活動を精力的に行った。
1894年（明治27年）、輸入した点字製版機を用いて、日本初の点字出版物『大婚廿五ノ春ヲ祝シ奉ル（明治天皇銀婚式奉祝歌集）』を発行した。また、1898年（明治31年）にはそれまで未制定だった点字拗音を発表して日本点字を完成させ、翌1899年（明治32年）東京盲唖学校で採用された。
1901年（明治34年）4月22日、倉次が翻案した点字が「日本訓盲点字」として官報に掲載され、日本において視覚障害者が使用する文字として公認のものとなった。
倉次は点字の翻案だけでなく、点字を表記するための機器の開発にも同時に取り組んでおり、1898年（明治31年）に「懐中点字器」を、1904年（明治37年）に「イシカハ・タイプライター」として点字タイプライターを開発している。
1899年（明治32年）、高等師範学校の教諭兼訓導に任命される。1901年（明治43年）には東京盲唖学校でも教諭として国語の授業を受け持っていた。
1910年（明治43年）、盲唖分離により東京盲学校が雑司ヶ谷に新設されたが、倉次は東京聾唖学校に教諭として残留して勤続し、1925年（大正14年）に66歳で同校を退職した。

### 晩年

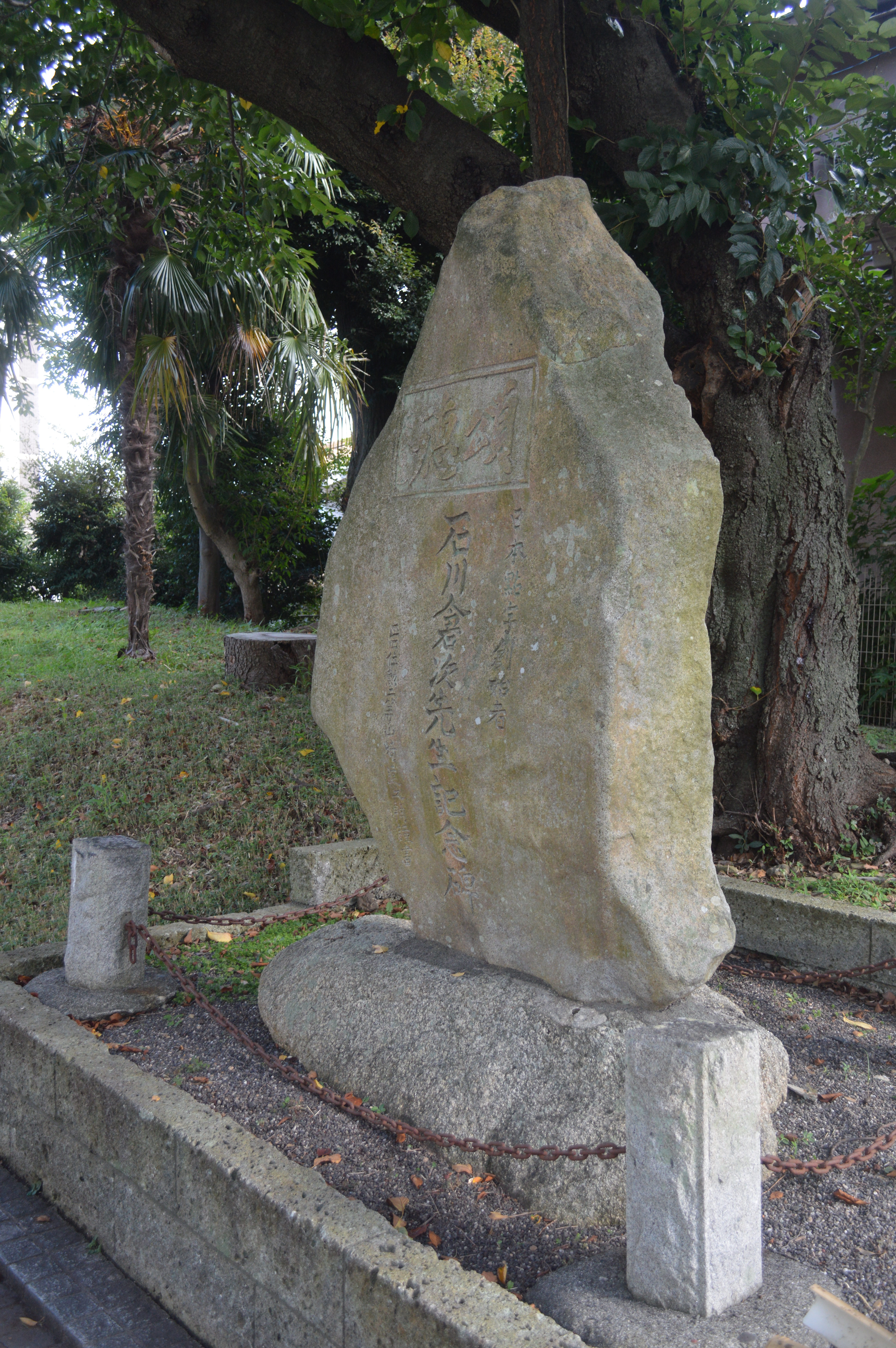
石川倉次の石碑
（静岡県浜松市立中央図書館）

退職後も、嘱託として東京聾唖学校に国語の講師として勤めていたが、1927年（昭和2年）にその任も解かれてからは、子孫や同僚・教え子に囲まれ、各地を旅行するなど充実した日々を過ごした。
1929年（昭和4年）には自叙伝を出し、1930年（昭和5年）には、生誕地である浜松に頌徳記念碑が建設され、その除幕式に自ら出席している。
その後も、新宿御苑での観桜会や観菊会に招かれ出席したり、1937年（昭和12年）にヘレン・ケラーが訪日し東京盲学校を訪問した際には歓迎会に出席している。
1940年（昭和15年）に日本点字制定50周年記念式が開かれた際には列席し、東京盲学校や帝国盲教育会、東京盲人会館東京盲人教会等から感謝状を受けた。
1944年（昭和19年）12月23日、戦争で群馬県安中町（現在の群馬県安中市）に疎開中、85歳で逝去した。墓所は豊島区駒込の染井霊園。

## 栄典
位階
- 1919年（大正8年）2月20日 - 従五位[39]
- 1925年（大正14年）3月28日 - 正五位[40]

勲章
- 1901年（明治34年）12月21日 - 勲六等単光旭日章[41][42]
- 1909年（明治42年）6月28日 - 勲五等瑞宝章[43]
- 1923年（大正12年）1月30日 - 勲四等瑞宝章[44]